# Studio zone
De studio zone of thirty-mile zone (TMZ) is een zone in de Amerikaanse stad Los Angeles die door vakbonden in de amusementsindustrie gebruikt wordt voor het vaststellen van arbeidsvoorwaarden.

## Definitie

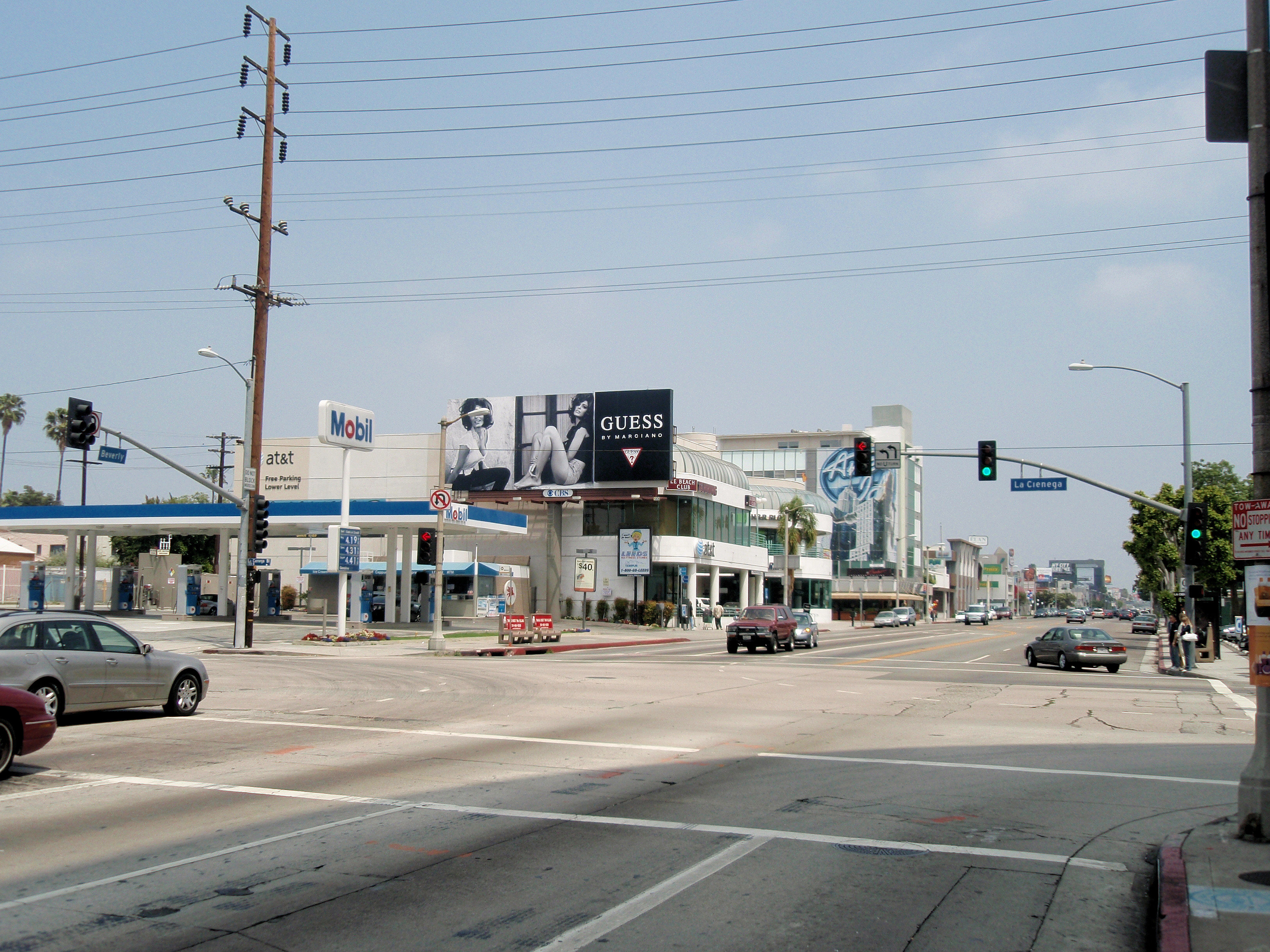
De kruising die het middelpunt van de studio zone vormt

De zone omvatte oorspronkelijk alle landen binnen een denkbeeldige cirkel met een straal van 30 mijl (circa 48 km) rond de kruising van de Beverly Boulevard en de North La Cienega Boulevard.
Op deze plaats was ooit het hoofdkwartier van de vakbond Alliance of Motion Picture and Television Producers (AMPTP) gevestigd.
Er zijn echter later diverse gebieden aan toegevoegd die iets buiten deze cirkel liggen, zoals delen van Thousand Oaks en Pomona.

## Achtergrond
De zone wordt gebruikt door vakbonden om vast te stellen aan welke tarieven en andere arbeidsvoorwaarden zoals werktijden en reisvergoedingen werkgevers in de amusementsindustrie moeten voldoen. In de praktijk betekent dit dat studio's buiten de zone doorgaans duurder uit zijn.
De zone heeft er jarenlang voor gezorgd dat de filmindustrie zich in Hollywood concentreerde, waarbij door bijvoorbeeld slim monteren de suggestie werd gewekt dat een film zich elders afspeelde. Vanaf de jaren 1990 echter pogen andere Amerikaanse staten en andere landen filmmakers te lokken met belastingvoordelen.